# Catocala praeclara
Catocala praeclara (tên tiếng Anh: Praeclara Underwing) là một loài bướm đêm thuộc họ Erebidae. Nó được tìm thấy ở Nova Scotia phía tây đến tây nam Alberta, phía nam đến Florida và Kansas.
Sải cánh dài 38–50 mm. Con trưởng thành bay từ tháng 8 đến tháng 9 làm một đợt tùy theo địa điểm.
Ấu trùng ăn các loài Amelanchier, Crataegus (bao gồm Crataegus calpodendron), Photinia (bao gồm Photinia x prunifolia và Photinia melanocarpa).

## Phụ loài
- Catocala praeclara praeclara
- Catocala praeclara manitoba Beutenmüller, 1908
- Catocala praeclara charlottae Brou, 1988

## Hình ảnh

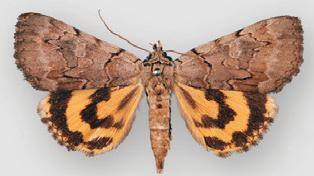